# Marguerite Chapman
Marguerite Chapman (Chatham, 9 marzo 1918 – Burbank, 31 agosto 1999) è stata un'attrice statunitense.

## Biografia
Nata nello Stato di New York, si trasferì a Hollywood nel 1939. Lavorò per un breve periodo per la 20th Century Fox, prima di essere messa sotto contratto dalla Warner Brothers (1941) e poi dalla Columbia Pictures (1942-1948). Recitò al fianco di Edward G. Robinson in Ombre sul mare (1943), di George Sanders in Appointment in Berlin (1943), e di Fred MacMurray in Perdonate il mio passato (1945). Negli anni '50, dopo la seconda guerra mondiale, prese parte ad alcuni film con ruoli minori, tra cui Quando la moglie è in vacanza (1955), e a diverse serie televisive. Si ritirò dalle scene nel 1977 e morì all'età di 81 anni in California, nel 1999.

## Filmografia parziale

### Cinema
- On Their Own, regia di Otto Brower (1940)
- Charlie Chan al museo delle cere (Charlie Chan at the Wax Museum), regia di Lynn Shores (1940)
- Marinai allegri (A Girl, a Guy, and a Gob), regia di Richard Wallace (1941)
- Navy Blues, regia di Lloyd Bacon (1941)
- The Body Disappears, regia di David Ross Lederman (1941)
- Benvenuti al reggimento! (You're in the Army Now), regia di Lewis Seiler (1941)
- Appointment in Berlin, regia di Alfred E. Green (1943)
- Ombre sul mare (Destroyer), regia di William A. Seiter (1943)
- Contrattacco (Counter-Attack), regia di Zoltán Korda (1945)
- Perdonate il mio passato (Pardon My Past), regia di Leslie Fenton (1945)
- ...e le mura caddero (The Walls Came Tumbling Down), regia di Lothar Mendes (1946)
- Il vagabondo della città morta (Relentless), regia di George Sherman (1948)
- Il pugnale del bianco (Coroner Creek), regia di Ray Enright (1948)
- La favorita del maresciallo (The Gallant Blade), regia di Henry Levin (1948)
- The Green Promise, regia di William D. Russell (1949)
- I predoni del Kansas (Kansas Raiders), regia di Ray Enright (1950)
- Volo su Marte (Flight to Mars), regia di Lesley Selander (1951)
- Esca per uomini (The Last Page), regia di Terence Fisher (1952)
- Paradiso notturno (Bloodhounds of Broadway), regia di Harmon Jones (1952)
- Quando la moglie è in vacanza (The Seven Year Itch), regia di Billy Wilder (1955)
- The Amazing Transparent Man, regia di Edgar G. Ulmer (1960)

### Televisione
- The Bigelow Theatre – serie TV, episodio 1x20 (1951)
- Chevron Theatre – serie TV, 4 episodi (1952-1953)
- Royal Playhouse (Fireside Theater) – serie TV, episodio 5x18 (1953)
- Schlitz Playhouse of Stars – serie TV, episodio 2x26 (1953)
- The Pepsi-Cola Playhouse – serie TV, 4 episodi (1953-1954)
- Four Star Playhouse – serie TV, 2 episodi (1954)
- Private Secretary – serie TV, episodio 3x07 (1954)
- Scienza e fantasia (Science Fiction Theatre) – serie TV, episodio 1x18 (1955)
- The Star and the Story – serie TV, episodio 2x01 (1955)
- The Whistler – serie TV, episodio 1x22 (1955)
- Celebrity Playhouse – serie TV, episodio 1x16 (1956)
- TV Reader's Digest – serie TV, episodio 2x20 (1956)
- Lux Video Theatre – serie TV, 3 episodi (1955-1956)
- The Ford Television Theatre – serie TV, 2 episodi (1952-1957)
- Studio 57 – serie TV, 5 episodi (1954-1957)
- Climax! – serie TV, 4 episodi (1955-1957)
- Studio One – serie TV, episodio 10x23 (1958)
- Richard Diamond (Richard Diamond, Private Detective) – serie TV, episodio 2x19 (1958)
- The Millionaire – serie TV, 5x02 (1958)
- Pursuit – serie TV, episodio 1x06 (1958)
- Gli uomini della prateria (Rawhide) – serie TV, episodio 1x03 (1959)
- The Ann Sothern Show – serie TV, episodio 1x22 (1959)
- The Lineup – serie TV, episodio 6x01 (1959)
- Perry Mason – serie TV, episodio 4x06 (1960)
- Laramie – serie TV, episodio 2x21 (1961)
- Marcus Welby (Marcus Welby, M.D.) – serie TV, episodio 2x20 (1971)
- Hawaii Squadra Cinque Zero (Hawaii Five-O) – serie TV, episodio 7x18 (1975)
- Sulle strade della California (Police Story) – serie TV, episodio 3x15 (1976)
- Barnaby Jones – serie TV, episodio 6x07 (1977)